# Григорівське городище
Григорівське городище – багатошарове городище в Новій Григорівці Могилів-Подільського району Вінницької області, Україна. Відоме з 1899 р. На території городища виявлено старожитності ранньої залізної доби, черняхівської культури, та ранніх слов’ян. Пам'ятка археології національного значення № 020014-Н

## Історія дослідження
Вперше городище описав Ю.Сіцінський: «Григоровка, с. при рч. Котлубаевкѣ. Есть урочище Городысъко, пространствомъ около 10 десятинъ (церк. участокъ), обнесенное валомъ въ 3 и болѣе саж. высоты. По народному сказанію, здѣсь сидѣла „царыця турецька". Ходятъ разсказы о зарытыхъ тамъ кладахъ и бывали попытки искать ихъ».
Південноподільська археологічна експедиція під керівництвом доктора історичих наук, професора Михайла Іларіоновича Артамонова розпочала перші дослідження на пам’ятці  1947–1948 рр. Першопочатково виявлено було лише ранньослов’янські старожитності.
В 1952 р. вже були розпочаті стаціонарні розкопки, вони були досить результативними, внаслідок чого було вирішено продовжити їх в 1953 р. За два роки робіт було закладено значну кількість шурфів і шість розкопів, з них два загальною площею 280 кв. м в центральній частині городища. Розкопки показали, що городище неодноразово заселялося в різні історичні періоди, окрім шарів, що належать до ранньої залізної доби, є сліди поселень черняхівської культури та ранньослов'янського часу .
За період 1947–1953 рр. до складу експедиції входили колективи Ленінградського університету ім. А. Жданова, Інституту археології АН СРСР та Державного Ермітажу . Серед активних учасників досліджень був і тодішній аспірант Інституту сходознавства АН СРСР Лев Миколайович Гумільов .

## Опис пам’ятки
Григорівське городище знаходиться на високому лівому березі притоки Дністра, р. Котлубаївки, за 4 км від її гирла. Розташоване воно між двома глибокими ярами на крутому схилі берега і частково на прилеглому до цього схилу плато. Центральна частина городища, що знаходиться на схилі мису, має форму неправильного кола площею близько 4 га. Вона обведена потужним валом, що досягає 8 м висоти, і глибоким сухим ровом. Нижче по крутому схилу берега підступи до городища захищені дугоподібним валом, який також посилений із зовнішнього боку ровом; кінці його примикають до валу центрального зміцнення. Влаштовані на крутих схилах вали, відносно невисокі зсередини, із зовнішнього боку безпосередньо переходять в скошену стінку глибокого рову і разом з ним представляють ще й тепер важко переборну перешкоду. Гарне збереження валів пояснюється тим, що вони споруджені із землі з великою кількістю каменю, а в деяких місцях суцільно складаються з каменю, іноді досить значної величини. Особливою укріпленістю відрізняється частина валу, звернена в сторону берегового плато і розташована на перегині від плато до схилу. Крім того, досить велику ділянку плато, що примикає до центральної частини городища і знаходиться між верхів'ями ярів, відділено з напільного боку невеликим валом і ровом. Такий же вал проведено і вздовж яру з північно-східного боку цієї частини городища. Зайняті городищем схили мису між ярами і самі яри покриті густим лісом; частина площі, розташована на плато, розорюється .
Дослідженнями 1952–1953рр. було з’ясовано, що культурний шар на городищі подекуди сягає 0,7 м. При розкопках було знайдено велику кількість ям із заповненням, що належать до доби раннього заліза. На думку М. І. Артамонова, більшість їх, імовірно, призначалося для зберігання запасів, зокрема,  зерна, але одну яму, діаметром 2,1 м і глибиною 2 м, необхідно розглядати як житлову. На дні її перебували залишки вогнища і ямка від стовпа, який підтримував перекриття. З одного боку в стінці ями помітна сходинка, що означає місце входу. Заповнення цієї ями майже позбавлене культурних залишків; отже, можна вважати, що вона не була ні господарської, ні сміттєвою і затягувалася поступово оточуючим стерильним ґрунтом. Відзначено сліди вторинного використання її також житлом. Над стерильним прошарком глини товщиною 15 см знаходились залишки вогнища з товстим шаром попелу. Численні відкриті вогнища, що зустрічались на площі розкопу, цілком ймовірно, були пов’язані з легкими наземними спорудами, від яких не збереглося ніяких інших слідів.

## Матеріальна культура
На Григорівському городищі відзначені пізньочорноліський, ранньоскіфський, черняхівський та ранньосередньовічний горизонти
Найчисельнішими знахідками на городищі були керамічні уламки. До так званої кухонної кераміки було віднесен досить численні фрагменти сірих посудин з грубої глини з домішкою кварцового піску і навіть дрібної гальки. Посуд цей різної форми - тюльпаноподібної або банкоподібної. Тюльпаноподібні горщики по тулову прикрашені зазвичай валиком, гладкими або розчленованим нарізками і вдавлениями, а по краю вінчика – проколами; прямостінні – проколами і розчленованим валиком під вінчиком. Дуже різноманітна столова кераміка. Виявдено було посуд великих розмірів для зберігання запасів. До столового посуду належать черпаки чашкою і округлим дном, іноді з опуклістю в центрі, кубки з високою циліндричною або короткою шийкою, миски із загнутими всередину краями, банкоподібні посудини з валиком по тулову і ручкою, характерною для черпаків, і, нарешті , великі корчаги з невисоким горлом, забезпечені упорами або валиком на перегині тулова. Одні з них сірого або коричневого кольору, з досить тонкої глини, зі злегка загладженої поверхнею, інші інтенсивно чорні з блискучою, прекрасно пролощенной поверхнею і багатою орнаментацією. У мисок цієї групи краю зазвичай прикрашені різноманітними виступами.
Черпаки, кубки і невеликі корчаги зазвичай прикрашені нарізним або штампованим орнаментом, іноді заповненим білою пастою. В орнаментації досить часто зустрічається зубчастий чекан, кільчастий і S-подібний штамп. Особливої уваги заслуговує цікава гостродонна  коричневолощена посудина, прикрашена по тулову чотирма рядами заштрихованих ромбів з ямками по кутах, і невелика подвійна чарка з однією ручкою і отвором в стінці. Дуже різноманітно оформлені високі ручки у черпаків: найчастіше зустрічається ручка з тупим циліндричним виступом, але буває виступ подвійний і навіть потрійний з плоскою шишечкою. Іноді і ручки черпаків прикрашалися нарізною орнаментацією.
До керамічних виробів належать своєрідні глиняні вироби у вигляді лап тварин з пазурами. Поруч було виявлено маленькі кремінні наконечники стріл листоподібної форми, з коротким держаком або без нього. Знайдено на городищі було і глиняний штампик для орнаментації кераміки S-подібними фігурами. З металевих предметів виявлено бронзові голку, шпильку і кілька наконечників стріл.

Г. І. Смірнова та М. Т. Кашуба, використавши методику Брейнерда-Робінсона, (що дозволяє розрахувати ступінь близькості пам'яток за відсотковим вмістом на них масового матеріалу, в цьому випадку кераміки), виокремили григорівську локальну групу пізньочорноліської культури на Середньому Дністрі. Окрім власне епонімної пам’ятки (Григорівське городище), дослідниці внесли до складу групи також Бронницю, Яругу-Потлаївську Одаю, Яругу-біля хреста, Матвіївку І, Бокотинку-балки, Озаринці-над лугом, Матвіївку ІІ .

Фото валів Григорівського городища
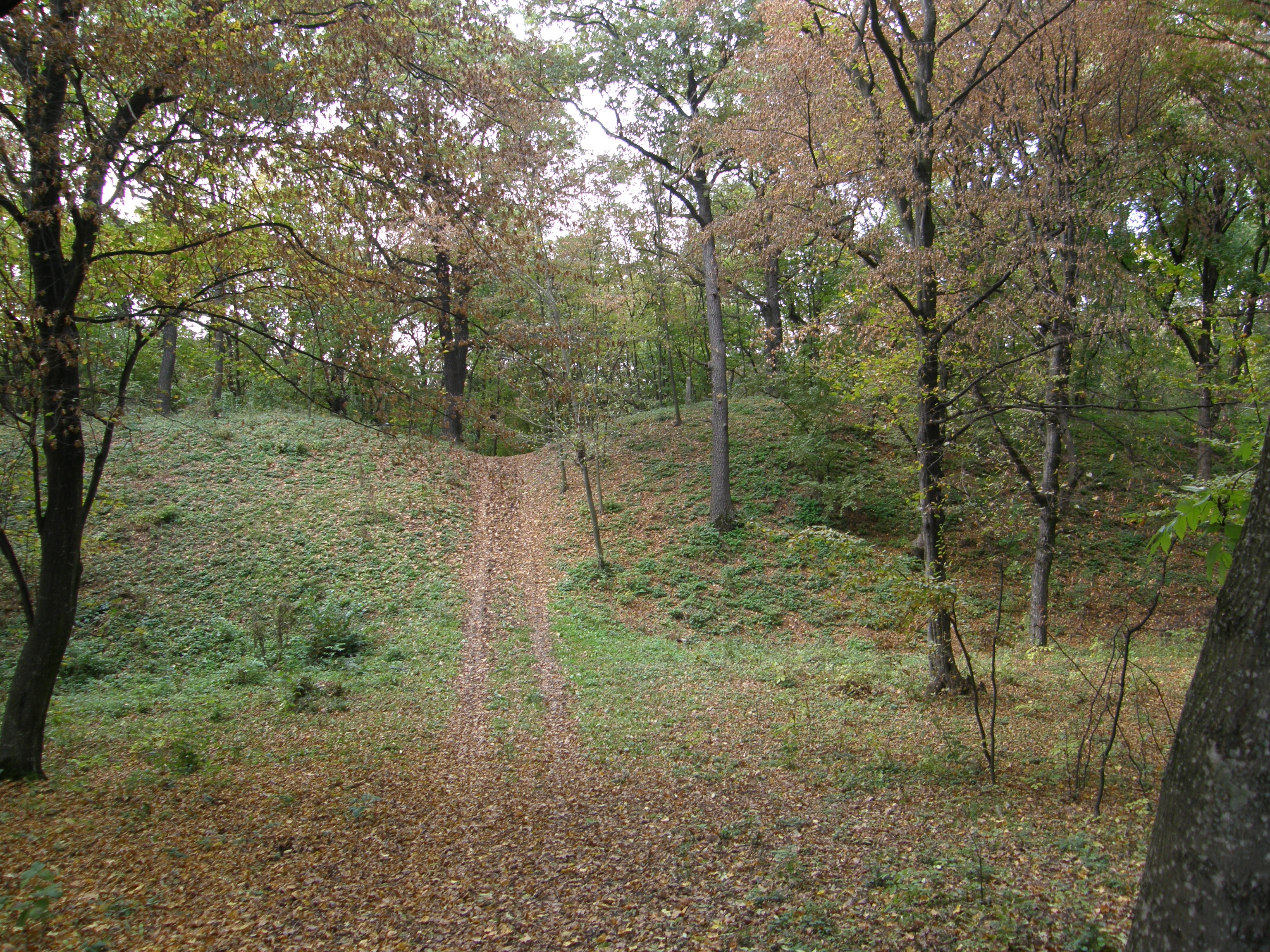
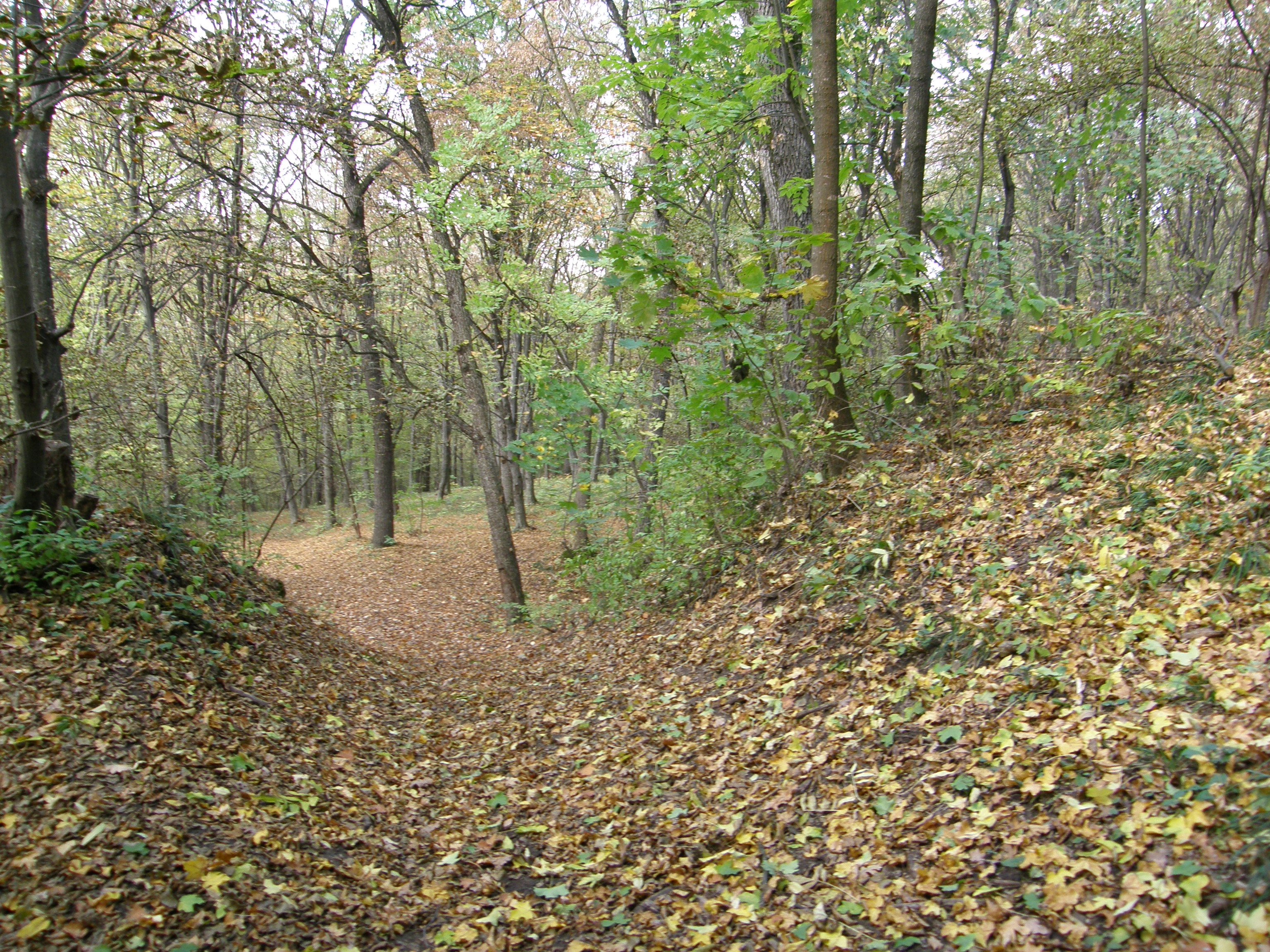
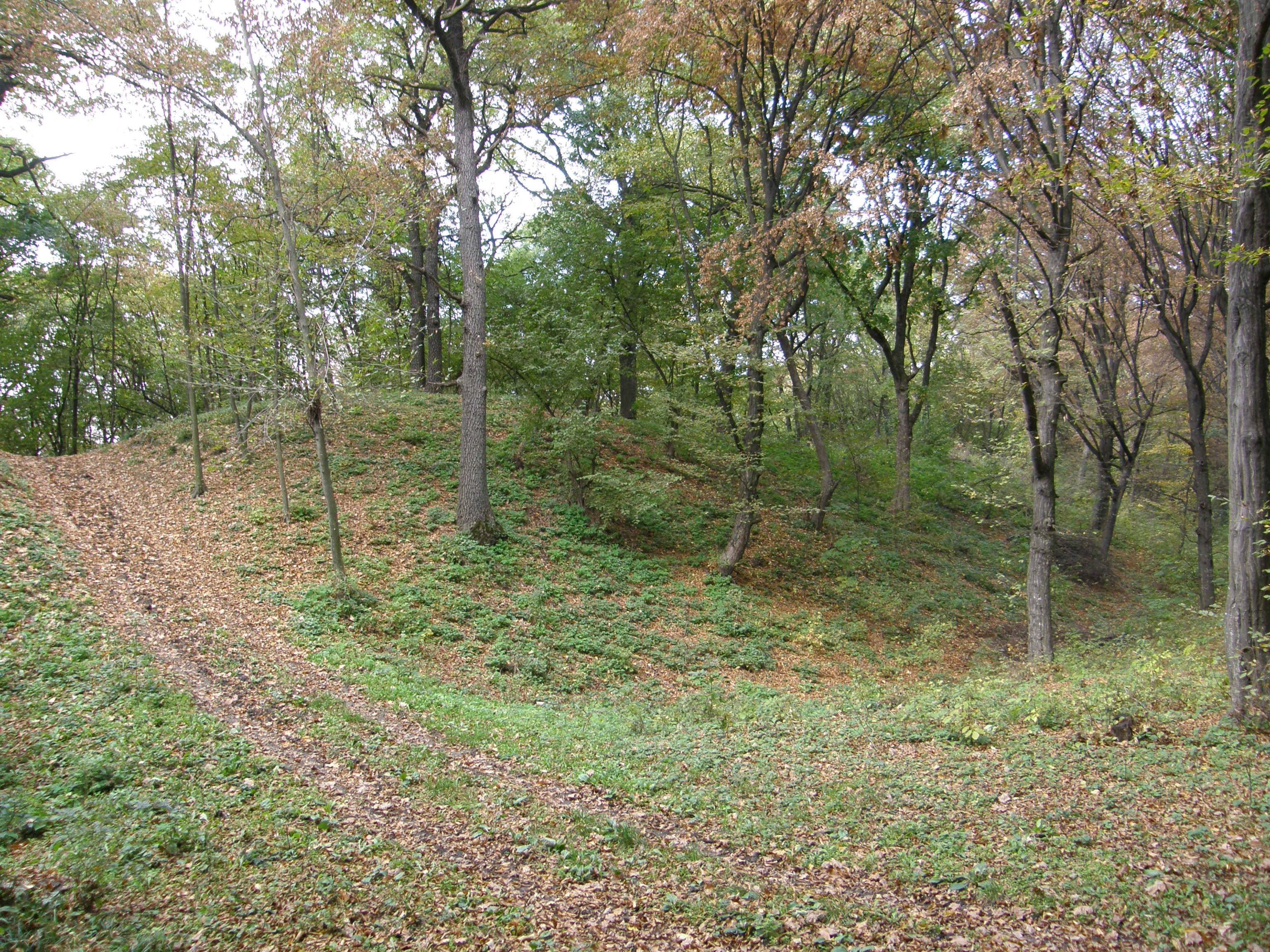
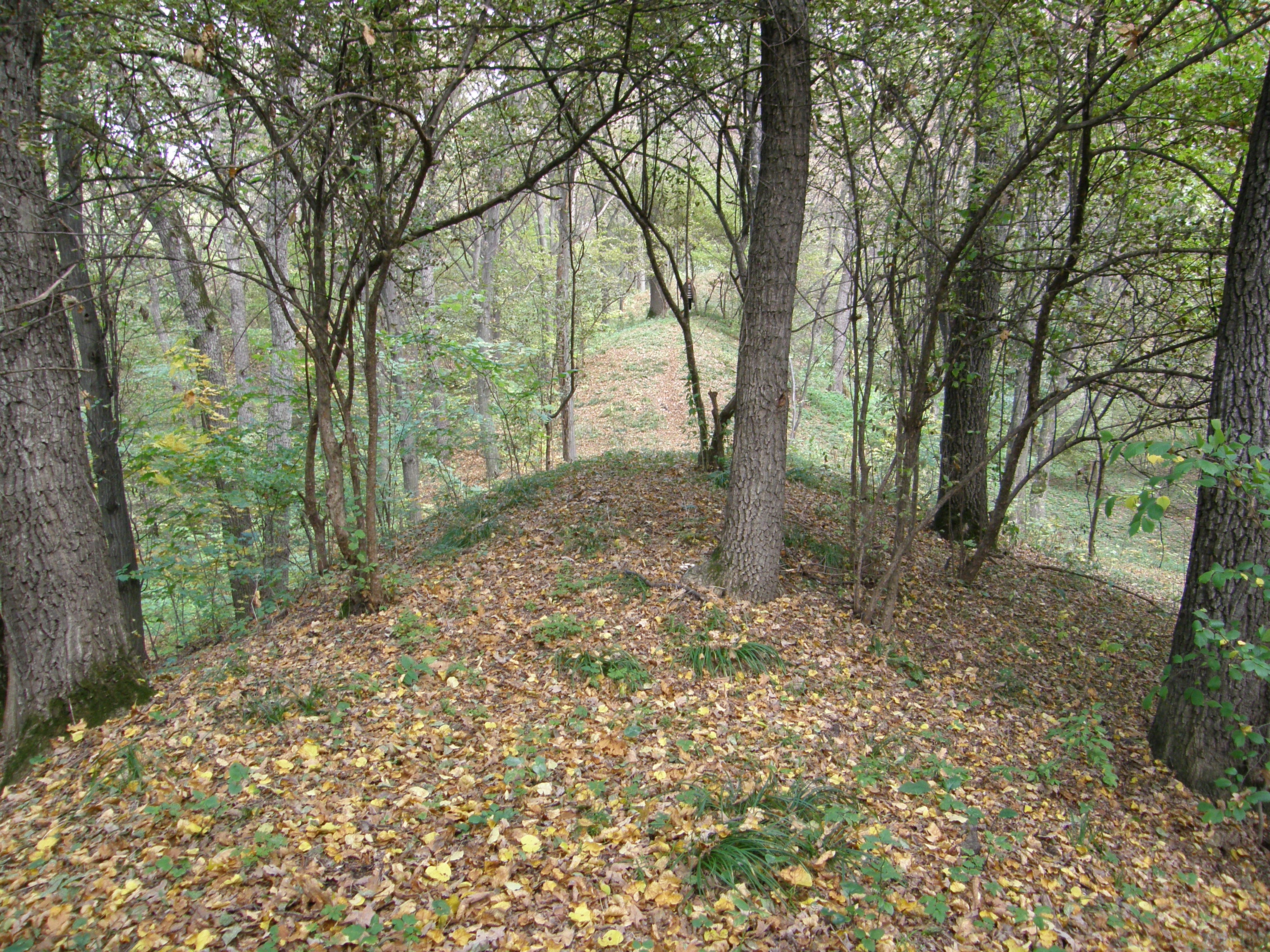